# Der Unsichtbare kehrt zurück
Der Unsichtbare kehrt zurück (Originaltitel: The Invisible Man Returns) ist ein US-amerikanischer Horror-/Science-Fiction-Film des Regisseurs Joe May aus dem Jahr 1940. Die Universal-Produktion wurde als Fortsetzung zu Der Unsichtbare (1933) gedreht und basiert lose auf einem Roman von H. G. Wells.

## Handlung
Sir Geoffrey Radcliffe wird zu Unrecht wegen Mordes an seinem Bruder Michael verurteilt. Dr. Frank Griffin, der Bruder von Dr. Jack Griffin – Entwickler des Unsichtbarkeitsserums und der erste Unsichtbare – hat in der Gefängniszelle die kurze Gelegenheit, Radcliffe das Serum zu injizieren. Daraufhin wird Radcliffe kurz vor der anstehenden Hinrichtung unsichtbar und kann aus dem Gefängnis fliehen. Die Polizisten glauben ob des Verschwindens an Spuk oder Spiritismus, während der Scotland-Yard-Beamte Inspektor Sampson, der sich an den Fall Jahre zuvor erinnert, als erster die Wahrheit erkennt und die Ermittlungen aufnimmt. Gleichzeitig macht sich Radcliffe, Inhaber eines Kohlebergwerks, auf die Suche nach dem wahren Mörder, sich dabei seine Unsichtbarkeit zunutze machend. Erkennbar wird aber auch, dass das Unsichtbarkeitsserum schwere Nebenwirkungen hat, so zeigt Radcliffe zunehmend Anzeichen von Größenwahn und Rachegelüsten. Dr. Griffin bemüht sich derweil erfolglos, ein Gegenmittel zum Unsichtbarkeitsserum zu entwickeln.
Radcliffe findet schließlich heraus, dass sein Cousin Richard Cobb der Mörder ist. Cobb konnte es so aussehen lassen, dass Radcliffe den Mord begangen habe. Radcliffe kann Cobb zur Rede stellen, und im Bergwerk kommt es zu einem Kampf, in dessen Verlauf Cobb tödlich verletzt wird. Kurz vor seinem Tod gesteht Cobb, den Mord begangen zu haben. Auch Radcliffe wird während des Kampfes durch eine Schusswunde lebensgefährlich verletzt. Aufgrund des hohen Blutverlustes erhält er eine Bluttransfusion, Dr. Griffin sieht jedoch wegen Radcliffes Unsichtbarkeit keine Möglichkeit einer Operation. Die Entscheidung, das möglicherweise tödliche Gegenmittel doch noch einzusetzen, wird ihm dadurch abgenommen, dass Radcliffe überraschend doch noch sichtbar wird – das zuvor übertragene Blut wirkte als Gegenmittel. Dr. Griffin kann somit die lebensrettende Operation durchführen.

## Deutsche Veröffentlichung
Der Film wurde in deutschsprachigen Kinos nicht gezeigt. Obwohl der Film im deutschen Sprachraum mehrmals im Fernsehen gezeigt wurde – zuerst 1986 im WDR – war er lange Zeit nicht als DVD erhältlich. Am 16. Oktober 2015 veröffentlichte das Label Turbine Classics eine Gesamtbox aller Der-Unsichtbare-Filme auf DVD und Blu-ray Disc.

## Hintergrund
- Nach Claude Rains 1933 spielte diesmal Vincent Price die Hauptrolle. Wie im Vorgängerfilm ist auch hier lediglich in der Schlussszene das Gesicht des „Unsichtbaren“ zu erkennen.
- Die Spezialeffekte wurden wie bei den übrigen Unsichtbarer-Filmen von John P. Fulton und David S. Horsley umgesetzt. Neben einem Vorläufer der Bluescreen-Technik (die nicht sichtbaren Bildbestandteile wurden mit schwarzem Samt abgedeckt) wurden auch andere Techniken wie Drahtseile, Druckluft, Doppelbelichtungen oder Stop-Motion-Animation angewendet.
- Der Film kostete damalige 270.000 US-Dollar, womit das Budget leicht überzogen wurde. Dennoch wurden gute Einspielergebnisse erzielt.
- Vincent Price hatte 1948 in Abbott und Costello treffen Frankenstein einen kurzen Cameo-Auftritt als „Unsichtbarer“.
- Die Szene, in der Vincent Price sich die Kleidung der Vogelscheuche anzog, dauerte im Film neunzig Sekunden, es wurden jedoch mehrere Stunden Dreharbeit benötigt.
- In der deutschen Fassung wurde Vincent Price von Hartmut Reck synchronisiert.[2]

## Kritiken
„Im Mittelpunkt steht ein zwiespältiger ‚Held‘, der in einem halbherzigen Versuch als positive Figur gedeutet werden soll, aber durch seinen Machtrausch und Rachedurst eher ein Verwandter des ‚Dr. Mabuse‘ ist. Stellenweise als Horror-Groteske angelegt, überzeugt der kaum hinreichend motivierte Film vor allem durch die pointierte Tricktechnik.“

## Auszeichnungen
- 1941: Oscarnominierung in der Kategorie Beste Spezialeffekte für John P. Fulton, Bernard B. Brown und William Hedgcock.

## Weitere Filme
In der Schwarz-Weiß-Ära wurden insgesamt sechs mehr oder minder lose auf H. G. Wells’ Roman basierende Filme über den Unsichtbaren gedreht. Der Unsichtbare kehrt zurück ist der zweite Film dieser Reihe:
- 1933: Der Unsichtbare (Hauptrollen Claude Rains und Gloria Stuart, Regie James Whale)
- 1940: Der Unsichtbare kehrt zurück (Hauptrollen Cedric Hardwicke und Vincent Price, Regie Joe May)
- 1940: Die unsichtbare Frau (Hauptrollen Virginia Bruce und John Barrymore, Regie A. Edward Sutherland)
- 1942: Der unsichtbare Agent (Hauptrollen Ilona Massey, Jon Hall und Peter Lorre, Regie Edwin L. Marin)
- 1944: Der Unsichtbare nimmt Rache (Hauptrollen Jon Hall und Leon Errol, Regie Ford Beebe)
- 1951: Auf Sherlock Holmes’ Spuren (Hauptrollen Bud Abbott und Lou Costello, Regie Charles Lamont)

## Synchronisation
| Rolle              | Darsteller           | Synchronsprecher      |
| ------------------ | -------------------- | --------------------- |
| Richard Cobb       | Sir Cedric Hardwicke | Reinhard Glemnitz     |
| Geoffrey Radcliffe | Vincent Price        | Hartmut Reck          |
| Helen Manson       | Nan Grey             | Uschi Wolff           |
| Dr. Frank Griffin  | John Sutton          | Peter Fricke          |
| Inspektor Sampson  | Cecil Kellaway       | Gert Günther Hoffmann |
| Willie Spears      | Alan Napier          | Peter Thom            |
| Ben Jenkins        | Forrester Harvey     | Manfred Lichtenfeld   |

Die Synchronisation wurde 1986 von der Bavaria Synchron Film GmbH in München durchgeführt, wobei Günther Sauer die Synchronregie und Wolfgang Schnitzler Dialogbuch führte.  